# 日本紙パルプ紙加工産業労働組合連合会
日本紙パルプ紙加工産業労働組合連合会（にほんかみパルプかみかこうさんぎょうろうどうくみあいれんごうかい、略称：紙パ連合（かみパれんごう）、英語：Japanese Federation of Pulp and Paper Workers' Unions、略称：JPW）は、日本の産業別労働組合である。日本労働組合総連合会（連合）、インダストリオール日本化学エネルギー労協（ICEM-JAF）に加盟している。

## 概要
紙パルプ産業の労働組合で組織されている。
全国紙パルプ産業労働組合連合会（紙パ労連、旧総評系）と全日本紙パルプ・紙加工産業労働組合総連合（紙パ総連合、旧同盟系）、及び産別無所属の組合らによって、108単組（加盟組合員5万607人）で1988年2月5日に発足。